# Мухаммад-амин хазрат
Мухаммад-Амин б. Сайфулла — мусульманский богослов. Служил имамом и мударрисом в деревне Наласа Казанского уезда. Учился в Бухаре, был сподвижником Курсави. О Курсави был высокого мнения, в своих работах старался соответствовать стилю своего учителя. По словам Ш.Марджани, был почтенным и ученым человеком, много читал и получил от этого большую пользу. Написал труды по философии и таухиду. В 1826 году отправился в хадж. В Египте, в городе Каир был принят Ибрагим-пашой. Скончался в 1833 году, так и не успев совершить хадж.